# Nelsonia (rosegador)
Nelsonia és un gènere de rosegadors de la família dels cricètids. Les dues espècies d'aquest grup són endèmiques de les parts centrals de Mèxic. Tenen una llargada de cap a gropa de 12–13 cm i una cua d'11–13 cm. El pelatge, suau, és de color marró grisenc al dors, vermell clar als flancs i blanc al ventre i les potes. El nom genèric Nelsonia fou elegit en honor del naturalista i etnòleg estatunidenc Edward William Nelson.